# British Shipbuilders
British Shipbuilders (BS) est une société publique britannique crée en 1977 par le Aircraft and Shipbuilding Industries Act 1977. Elle regroupe et gère l'industrie de la construction navale en Grande-Bretagne de 1977 aux années 1980. Son siège social est à Benton House à Newcastle upon Tyne, en Angleterre.

## Actifs fusionnés au sein de British Shipbuilders
Les actifs des sociétés suivantes sont dévolus à British Shipbuilders le 1er septembre 1977.

### Construction et réparation  navale
- Ailsa Shipbuilding Company, Troon (acquis en 1978, fusionné avec Ferguson Shipbuilders en 1981 pour former Ferguson-Ailsa)
- Appledore Shipbuilders, Appledore (merged with Ferguson Shipbuilders in 1986 to form Appledore-Ferguson)
- Austin & Pickersgill, Sunderland
- Brooke Marine, Lowestoft
- Cammell Laird Shipbuilders, Birkenhead
- Clelands Shipbuilding Company, Wallsend
- Falmouth Docks Company, Falmouth
- Ferguson Shipbuilders, Port Glasgow (initialement filiale de Scott Lithgow, fusionnée avec Ailsa en 1981 pour former Ferguson-Ailsa, puis avec Appledore Shipbuilders en 1986 pour former Appledore-Ferguson)
- Goole Shipbuilding & Repairing Company, Goole
- Govan Shipbuilders, Govan, Glasgow (incluant Scotstoun Marine Ltd)
- Hall, Russell & Company, Aberdeen
- River Thames Ship Repairers, Blackwall (plus tard nommé Blackwall Engineering)
- Robb Caledon Shipbuilders, (comprenant Henry Robb (Leith) et Caledon Shipbuilding & Engineering Company (Dundee))
- Scott Lithgow, Greenock (comprising Scotts Shipbuilding and Engineering Company & Lithgows)
- Smiths Dock Company, Middlesbrough
- Sunderland Shipbuilders, Sunderland (incluant William Doxford & Sons, Pallion)
- Swan Hunter Shipbuilders Limited, Wallsend (plus tard nommé Swan Hunter) -incluant aussi John Readhead & Sons, South Shields, Wallsend Slipway and Engineering Company, Wallsend et Grangemouth Dockyard Company
- Vickers Limited Shipbuilding Group, Barrow in Furness (renommé Vickers Shipbuilding and Engineering Limited - VSEL)
- Vosper Thornycroft, Woolston et Portsmouth
- Yarrow Shipbuilders (YSL), Scotstoun, Glasgow

### Fabricants de moteurs diesel
- Barclay Curle and Company, Whiteinch, Glasgow
- George Clark & NEM, Sunderland
- Hawthorn Leslie and Company, Hebburn
- John G. Kincaid & Company, Greenock
- Scotts’ Engineering Company Limited, Greenock

Note : Harland and Wolff, Belfast, appartenait à l'État mais ne faisait pas partie de British Shipbuilders.